# 新生六居客
《新生六居客》（英語：Fresh Meat）是一部英国情景喜剧，讲述了第一次离开家的六名大学新生，在即将成年之际寻找自我的故事。
本剧获得了2011年英国喜剧奖最佳新喜剧奖、2012年皇家电视学会最佳有剧本喜剧奖等多个奖项。
本剧拍摄了4季，于2011年至2016年在第四台播出。
亞洲地區Netflix譯名為《生鮮家族》。